# Граничен наряд
Граничният наряд се счита за най-малката бойна единица в състава на Гранични войски. Той се състои от един, двама и повече въоръжени граничари, които са длъжни да изпълняват бойната заповед по охраната на държавната граница на България, умело, с достойнство и чест, без да щадят силите си, дори и живота си. Видовете гранични наряди за един продължителен период от време са часови на границата, пост за наблюдение, оглеждач, секрет, засада, патрул, заслон, ловна група. Те могат да бъдат подвижни, неподвижни и усилени. Всеки граничен наряд се оглавява от назначен старши.